# Attaque de Naltchik des 13 et 14 octobre 2005
Seconde guerre de Tchétchénie
Batailles
Offensive russe (1999-2000)
- Bombardement aérien russe
- Bombardement d'Elistanji
- Attaque au missile de Grozny
- Bombardement de Chami-Yourt
- Fusillade d'un convoi de réfugiés à Grozny
- Grozny
- Massacre de Staropromyslovsky
- Bombardement de Katyr-Yurt
- Massacre de Novie Aldi
- Sommet 776
- Komsomolskoïe
- Incident fratricide de l'OMON
- Embuscade de Djani-Vedeno (en)

Phase de guérilla (2000-2009)
- Embuscade de Galachki
- Attentats suicides de juin 2000
- Attentats suicides de juillet 2000
- Opération Alkhan-Kala
- Vedeno
- Accident du Mi-8 à Grozny
- Opération Tsotsin-Yourt
- Accident du Mi-8 à Chelkovskaïa
- Embuscade de l'OMON à Grozny
- Accident d'un Mi-26 à Khankala
- Attentat du 27 décembre 2002 à Grozny
- Attentat suicide à Znamenskoïe
- Raid de Nazran (en)
- Raid sur Avtoury
- Raid sur Grozny
- Raids au Daghestan
- Opération de Borozdinovskaïa
- Attentat de Makhatchkala
- Attaque de Naltchik
- Combat de Guimry
- Embuscade d'Avtoury
- Accident d'hélicoptère de Vladikavkaz
- Incident fratricide
- Accident d'un Mi-8 à Chatoï

L'attaque de Naltchik est un combat qui eut lieu en fédération de Russie à Naltchik, capitale de Kabardino-Balkarie, les 13 et 14 octobre 2005 dans le cadre de la seconde guerre de Tchétchénie.

## Résumé des actions
Le 13 octobre 2005 entre 9 h et 10 h du matin (heure de Moscou) des groupes armés islamistes attaquent l'aéroport, le service de sécurité des frontières, le bâtiment de patrouille de police, l'hôtel des impôts fédéraux, des postes de services pénitentiaires, le commissariat militaire (Voïenkomat), une unité de l'OMON, le bâtiment du service de la sécurité fédérale, le bâtiment du ministère de l'intérieur de la république chargé de la lutte anti-terroriste et une armurerie (le magasin Arsenal). Ces objectifs sont pris d'assaut. Il y a aussi par la suite l'assaut de trois commissariats de police et une tentative de faire sauter l'immeuble de la compagnie de téléphone mobile Mégaphone. Les combats ont lieu dans toute la ville, jusqu'à minuit. Les transports cessent. Des immeubles brûlent. Le téléphone est coupé. 
Pendant la nuit, le bâtiment du service de la sécurité fédérale est le lieu d'âpres combats : un rebelle tue un membre du FSB et en blesse plusieurs autres. À trois heures du matin, RIA Novosti annonce que le président Vladimir Poutine a ordonné de bloquer les accès à la ville. Les trois derniers points tenus par les rebelles se rendent le 14 octobre, malgré des prises d'otages. Cinq otages se trouvent dans deux bureaux du ministère de l'intérieur de Kabardino-Balkarie, trois dans le magasin Souvenir. Les otages sont libérés et douze rebelles sont saisis en prison. Un certain nombre de rebelles s'enfuit dans la montagne.
Le 14 octobre aux environs de midi, le président du gouvernement régional, Guennadi Goubine (ru), annonce que « tous les points tenus par les rebelles ont été supprimés et les otages libérés. Les forces de sécurité procèdent maintenant à un nettoyage de la ville pour découvrir les caches des rebelles en fuite ». Il a fallu 1500 hommes de troupe et 500 hommes des services spéciaux de sécurité pour mater l'attaque.

## Forces en présence
Selon les organes de sécurité, les rebelles sont entre 80 et 200, vraisemblablement 142 d'après certrains médias. Selon Bassaïev, ils sont plus de 200. Ils sont majoritairement issus de la ville de Naltchik et armés d'armes légères apportées par petits groupes de cinq en automobiles. Le Front du Caucase, basé en Tchétchénie, revendique les combats. Le chef est issu de la mouvance wahhabite et se nomme Anzor Astemirov.
Le président de la république de Kabardino-Balkarie, Arsen Kanokov, annonce qu'il s'agit d'un groupe de 150 hommes issu de l'organisation Djamaat Yarmouk (en), d'obédience wahhabite. Il semble qu'ils aient prévu seize groupes de huit à quinze rebelles, mais que cela ne fut pas possible au dernier moment.

## Pertes
87 rebelles selon les autorités russes ont été tués, 50 ont été capturés, 14 civils ont été tués et 35 membres des forces de l'ordre. Plus de cent personnes, parmi lesquelles 85 membres des forces de l'ordre, ont été blessées.

## Suites
Vers le 11 novembre, 80 corps sur 90 ont été identifiés, parmi les séparatistes. Les rebelles en revendiquent 37. La presse anglo-saxonne accuse les forces de l'ordre russes d'avoir tué des civils. Le vice ministre de l'intérieur, Arkady Yedelev, accuse, quant à lui, le 17 octobre 2006 et le 4 juin 2007 que les rebelles étaient liés à des services étrangers ayant intérêt à faire passer des armes d'Irak au Caucase pour créer des troubles du type blitzkrieg… 
Bassaïev revendique quant à lui la mort de 140 membres des forces de sécurité russes.
Après l'attaque, 38 suspects sont arrêtés auprès de qui on trouve 160 armes. Finalement ce seront 60 personnes qui seront arrêtées dans les semaines qui suivent.
Cette attaque eut lieu un an après les attentats de Beslan que Bassaïev avait aussi revendiqué.
Le procès de 59 suspects s'ouvre le 12 octobre 2007 et comptabilise 400 victimes et 2000 témoins.